# Чед Гілберт

Чед Гілберт

Чед Гілберт (англ. Chad Everett Gilbert; нар. 9 березня 1981) — американський музикант та композитор, соло-гітарист гурта New Found Glory. Також вокаліст сайд-проекту учасників New Found Glory під назвою The International Superheroes of Hardcore. До New Found Glory був вокалістом панк-рок гурта Shai Hulud в період з 1995 по 1998 рік. Народився у місті Корал Спрингз, штат Флорида.

## Особисте життя
17 лютого 2007 року одружився з Sherri Kay DuPree, проте невдовзі пара розлучилась.

## Дискографія

### Разом з Shai Hulud
- 1997: A Profound Hatred of Man (EP)
- 1997: Hearts Once Nourished with Hope and Compassion
- 1998: The Fall of Every Man (Split EP)

### Разом з New Found Glory
- 1997: It's All About The Girls (EP)
- 1999: Nothing Gold Can Stay
- 2000: From the Screen to Your Stereo (EP)
- 2000: New Found Glory
- 2002: Sticks and Stones
- 2004: Catalyst
- 2006: Coming Home
- 2007: From the Screen to Your Stereo Part II
- 2008: Hits
- 2008: Tip of the Iceberg (EP)
- 2009: Not Without a Fight
- 2011: Radiosurgery
- 2014: Resurrection
- 2017: Makes Me Sick
- 2020: Forever and Ever x Infinity

### Разом з International Superheroes of Hardcore
- 2008: Takin' it Ova!
- 2008: HPxHC (EP)

### Разом з Hazen Street
- 2004: Hazen Street